# Jakov Ignjatović

Jakov Ignjatović

Jakov Ignjatović (n. 8 decembrie, S.V. 26 noiembrie, 1822 - d. 5 iulie, S.V. 23 iunie 1889) a fost un prozator sârb.
A scris romane istorice, de factură romantică și realiste, de minuțioasă observație socială a vieții tuturor categoriilor societății sârbe.

## Scrieri
- 1860: Milan Narandžić
- 1862: Manzor și Dzamila ("Manzor i Džamila")
- 1869: O lume ciudată ("Čudan svet")
- 1875: Vasa Rešpekt
- 1886 - 1889: Deli Bakić
- 1888: Martira ("Patnica").